# Andrés Segovia

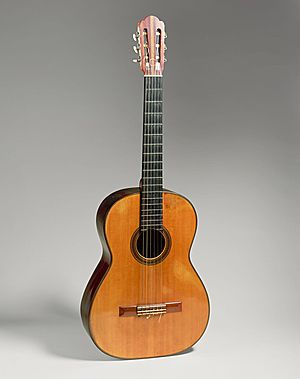
Segovia 1937 és '62 között használt német készítésű gitárja

Andrés Segovia Torres [anˈdɾes seˈɣoβja ˈtores] (Linares, 1893. február 21.  – Madrid, 1987. június 2.) kétszeres Grammy-díjas, világhírű spanyol gitárművész. Óriási hatással volt a 20. század klasszikus gitárjátékának fejlődésére. Már 15 éves korában adott koncertet hazájában. Később, világ körüli turnéival népszerűsítette a klasszikus gitárt. Habár szakmai berkekben a hangszer szerepe kiszorulni látszott a 20. század elején, jelentőségét olyan művészekkel karöltve állította vissza, mint Miguel Llobet. Hiába volt századának egyik legnagyobb klasszikus gitárosa, az oda vezető út nem volt zökkenőmentes.

## Pályafutása
Szülei jogásznak szánták. Kétéves korától nagynénjéék nevelték, de szülei követték fejlődését. Hatéves korában kezdte az ismerkedést hangszerével. Mintául csak flamencojátékosok szolgáltak neki. Apja a gyermek több gitárját törte szét. Zenetanulásban legfeljebb a zongora- vagy csellójátékot tartották elfogadhatónak a „kocsmai” hangszer helyett.
Mikor tízéves korában rokonaival Granadába költözött, a helyi zeneiskola növendéke lett, ahol gitároktatás nem volt. Klasszikus darabbal, Francisco Tárrega prelűdjeivel két évvel később találkozott első ízben. 1909-ben lépett először szólistaként a nyilvánosság elé Granadában. Ez legnagyobb hatással önmagára volt: ekkor határozta el hogy a klasszikus gitár „apostola” lesz. Hamarosan bemutatkozott Madridban is. 1915-ben Párizsban, 1916-ban Barcelonában debütált. Még első koncertjei után is sokkal inkább csak lenézték törekvéseit a családon belül, mint elismerték, hiába volt önszorgalma példás, melyet saját Bach gitár-átiratai bizonyítanak leginkább.
1919-ben tette első dél-amerikai turnéját. Ebben az időben kezdett műveket rendelni a maga számára, a gitárzenében korábban járatlan szerzőket is bátorítva, segítve. 1922-ben Manuel de Fallával szervezte meg a Concurso de Cante Jondót, a flamenco művészi szintre emelésének céljával. A következő években felváltva szerepelt Európában és Dél- meg Észak-Amerikában. 1937-es budapesti koncertjén először hallott a magyar közönség koncertteremben gitármuzsikát. A második világháborút Montevideóban vészelte át, innen járta be az Újvilágot. A béke helyreálltával visszatért az ingázáshoz az Atlanti-óceán két partja között. A koncertezést és a tanítást haláláig folytatta. I. János Károly spanyol király a Salobreña márkija címet adományozta neki 1981-ben.
Segovia a csak ujjheggyel való pengetést a köröm használatával kombinálta. Az 1940-es években Albert Augustine-nel és a Du Pont céggel a bélhúrokat helyettesítő nejlonszál kifejlesztésével is foglalkozott.

## Repertoárja
Kortárs darabok, concerto-k és szonáták mellett, a vele munkakapcsolatba került komponisták (Federico Moreno Torroba, Federico Mompou, és Joaquín Rodrigo spanyol, Manuel Ponce mexikói, Mario Castelnuovo-Tedesco olasz, Heitor Villa-Lobos brazil) kifejezetten számára írt darabjaiból, valamint a már említett átiratokból álltak.

## Hagyatéka
A komolyzenében az ő személyének köszönhetően vált a gitár koncertképes hangszerré, az ebben a folyamatban betöltött szerepe felbecsülhetetlen. A létező interpretációs lehetőségek szélesítésével tette az akusztikus gitárt a zeneértő közönség szemében is egy szalonképes, klasszikus hangszerré.